# River Nene
Der River Nene ist ein 161 Kilometer langer Fluss im Osten Englands, der durch Northamptonshire, Cambridgeshire, Lincolnshire und Norfolk fließt, auf 142 Kilometern ist er schiffbar.
Der Nene entspringt in der Nähe von Badby in Northamptonshire, er fließt zunächst durch fruchtbares Ackerland und die Industrielandschaft von Northampton, Wellingborough und Irthlingborough. Er verläuft dann weiter durch die Cambridgeshire Hills, die Stadt Peterborough, durch Wisbech und Sutton Bridge in Lincolnshire und mündet danach in der Bucht „The Wash“ in die Nordsee.
Der Nene ist über weite Teile des Flusslaufs ausgebaut und mit Wehren und Schleusen ausgestaltet. Die Schleusenkammern sind ca. 26 m lang und 4,6 m breit und können zwei klassische Narrowboats nebeneinander gleichzeitig schleusen („double-width“). Der schiffbare Teil verbindet den Grand-Union-Kanal mit dem unterhalb Peterboroughs abzweigenden Wasserstraßennetz Middle Level Navigations, über welches man über Binnenwasserstraßen den Fluss Great Ouse erreichen kann, ohne den Wash überqueren zu müssen. Die Aussprache des Namens ändert sich mit dem Verlauf des Flusses. Während er in Northamptonshire zumeist „nen“ (wie „hen“) ausgesprochen wird, wandelt sich die Aussprache in der Gegend um Peterborough zu „neane“ (wie „mean“).
Der Nene war, wie viele andere britische Flüsse, Namensgeber für ein Flugzeug-Strahltriebwerk des Herstellers Rolls-Royce.